# Saxipendium coronatum
Saxipendium coronatum är en djurart som tillhör fylumet svalgsträngsdjur, och som beskrevs av Woodwick och Sensenbaugh 1985. Saxipendium coronatum ingår i släktet Saxipendium och familjen Saxipendiidae. Inga underarter finns listade i Catalogue of Life.